# Fráncico renano
El fráncico renano o franconio renano (en alemán: Rheinfränkisch, pronunciación: /ˈʁaɪ̯nˌfʁɛŋkɪʃ/ⓘ) es una familia de dialectos del alemán central occidental. Comprende los dialectos alemanes que se hablan en regiones del oeste de los estados de Sarre, Renania-Palatinado y Hesse, en Alemania. En Francia, se habla en la parte oriental del departamento del Mosela, en Lorena, y en el norte del departamento del Bajo Rin en Alsacia.
La zona del fráncico renano limita al norte con la llamada línea de Sankt Goar, también conocida como línea "das/dat", que lo separa del fráncico moselano. Al sur limita con la línea del Meno o línea de Espira, que lo separa de los dialectos altogermánicos superiores.

## Subgrupos
- Hessiano (Hessisch)
- Alemán palatino (Pfälzisch)
  - Westpfälzisch
  - Kurpfälzisch
  - Vorderpfälzisch
- Fráncico renano de Lorena (Lothringer Platt)
- Alemán de Pensilvania (Pennsilfaanisch Deitsch)
- Hunsrückisch (sólo en el sur del Hunsrück)

## Extensión geográfica
Se hablan dialectos fráncicos renanos:
- en Alemania:
  - en el Estado de Sarre:
    - valle del Blies (Blieskastel, Homburg, Neunkirchen)
    - distrito de Sarrebruck

  - en el Estado de Renania-Palatinado (palatino)
    - en la mayor parte del Palatinado renano (Pirmasens, Ludwigshafen)
    - región de Maguncia

  - en el Estado de Hesse (hessiano)
- en Francia:
  - en Lorena (fráncico renano de Lorena):
    - en la cuenca minera lorenesa (Forbach, Saint-Avold, Freyming-Merlebach, Creutzwald, L'Hôpital, Carling)
    - en el valle del Sarre (Sarreguemines)
    - en el país de Bitche
    - en el país de Sarrebourg

  - en Alsacia:
    - Alsace Bossue (región de Sarre-Union, Drulingen, La Petite-Pierre)
    - En Dambach y Obersteinbach

## Características
- El fráncico renano se distingue del alemánico y del alemán estándar por el hecho que no ha experimentado la mutación consonántica que transforma la "p" en "pf":
  - Para "manzana" y "libra" se dirá "Appel" y "Pùnd" y no "Apfel" y "Pfund".
- No obstante, al igual que su vecino alemánico, ha transformado la "p" final en "f", por ejemplo en la palabra "ùff" ("en" o "sobre"). En fráncico luxemburgués es "op".
- El fráncico renano se distingue del fráncico moselano por el hecho que no ha experimentado la mutación consonántica que transforma la "t" en "s" al final de las palabras: el pronombre interrogativo "qué" se dice "was" mientras que en fráncico moselano se dice "wat".

- Datos: Q707007
- Multimedia: Rhine Franconian / Q707007